# Distrito Regional de Central Kootenay
O Distrito Regional de Central Kootenay (enumerado como 6) é um dos vinte e nove distritos regionais da Colúmbia Britânica, no oeste do Canadá. De acordo com o censo canadense 2016, a população é 59.517 habitantes e a área é 22.130,72 quilômetros quadrados. O centro administrativo está localizado na cidade de Nelson.